# Alojz Bizjak (sadjar)
Alojz Bizjak, slovenski sadjar, * 15. junij 1904, Šempeter pri Gorici, † (?).

## Življenje in delo
Obiskoval je kmetijsko šolo v Gorici in v letih 1926–1931 na njej delal kot inštruktor. Zaradi pritiska fašistov se je leta 1931 izselil v Kraljevino Jugoslavijo. Tu je v letih 1931–38 delal na kmetijski šoli v Rakičanu, nato pa do konca vojne na posestvu Stenjevac pri Zagrebu. Tu se je srečal z več goriškimi in primorskimi rojaki-strokovnjaki za sadjarstvo, ki so na Müllerevem bregu po sistemu »new times« organizirali prvo jugoslovansko industrijsko sadjarstvo na okoli 20 hektarjev veliki plantaži nasadov breskev, jablan in hrušk. Po osvoboditvi se je vrnil v Slovenijo in v okolici Ptuja s še nekaterimi drugimi strokovnjaki ustanovil Sadjarsko delavno zadrugo, ki je bila prvi večji plantažni nasad breskev in hrušk v tem delu Slovenije. Njegov največji projekt, ki se je začel jeseni 1955 pa je zasaditev plantaže breskev na površini 40 hektarjev pri Debelem rtiču.